# Turismo in Ucraina
| paese       | numero      |
| ----------- | ----------- |
| Moldavia    | 4,3 milioni |
| Bielorussia | 1,8 milioni |
| Russia      | 1,5 milioni |
| Ungheria    | 1,3 milioni |
| Polonia     | 1,2 milioni |
| Romania     | 0,8 milioni |
| Slovacchia  | 0.4 milioni |
| Israele     | 0,2 milioni |
| Turchia     | 0,2 milioni |
| Germania    | 0,2 milioni |

Il turismo è un settore importante dell'economia Ucraina. Più di 20 milioni di turisti visitano il paese ogni anno (25,4 milioni nel 2008)
), principalmente dalla Russia e dall'Europa orientale, nonché dall'Europa occidentale e dagli Stati Uniti. La struttura del flusso in entrata per paese di origine è la seguente: paesi della CSI - 11,9 milioni di persone (63% del flusso totale in entrata), paesi dell'UE - 6,3; milioni di persone (33%), altri paesi - 0,6 milioni di persone (4%).

## Importanza nel mondo e struttura del turismo in Ucraina
Secondo l'Organizzazione mondiale del turismo (UNWTO), l'Ucraina è tra i primi dieci paesi per numero di visite, classificandosi all'8º posto nel 2008.
Più di 20 milioni di turisti visitano il paese ogni anno (25,4 milioni nel 2008), principalmente dell'Europa orientale, nonché dell'Europa occidentale, degli Stati Uniti e del Giappone. L'Ucraina possiede molte attività ricreative dal turismo sportivo (come lo sci) a viaggi cognitivi, basati sulla ricca storia archeologica e religiosa del paese. Numerosi centri benessere situati praticamente in tutte le regioni dell'Ucraina stanno diventando noti nel mondo.

## Risorse storiche e architettoniche dell'Ucraina
In Ucraina, ci sono oltre 140.000 monumenti protetti dallo stato, vale a dire:
- più di 64.000 monumenti di archeologia;
- oltre 54.000 monumenti storici;
- circa 7000 monumenti di arte monumentale;
- più di 15 600 monumenti di urbanistica e architettura.

## Città principali
- Kiev - la capitale

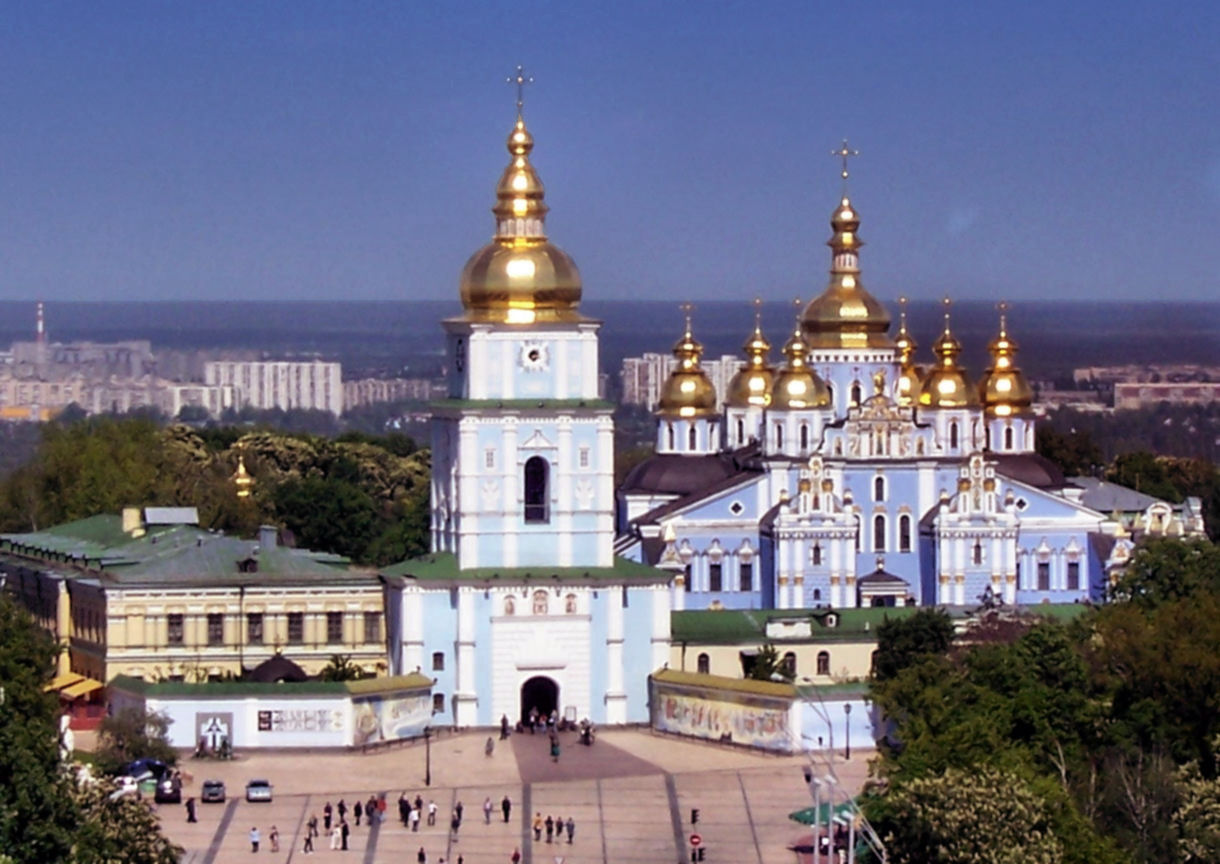
Cattedrale di San Michele a cupola dorata a Kiev

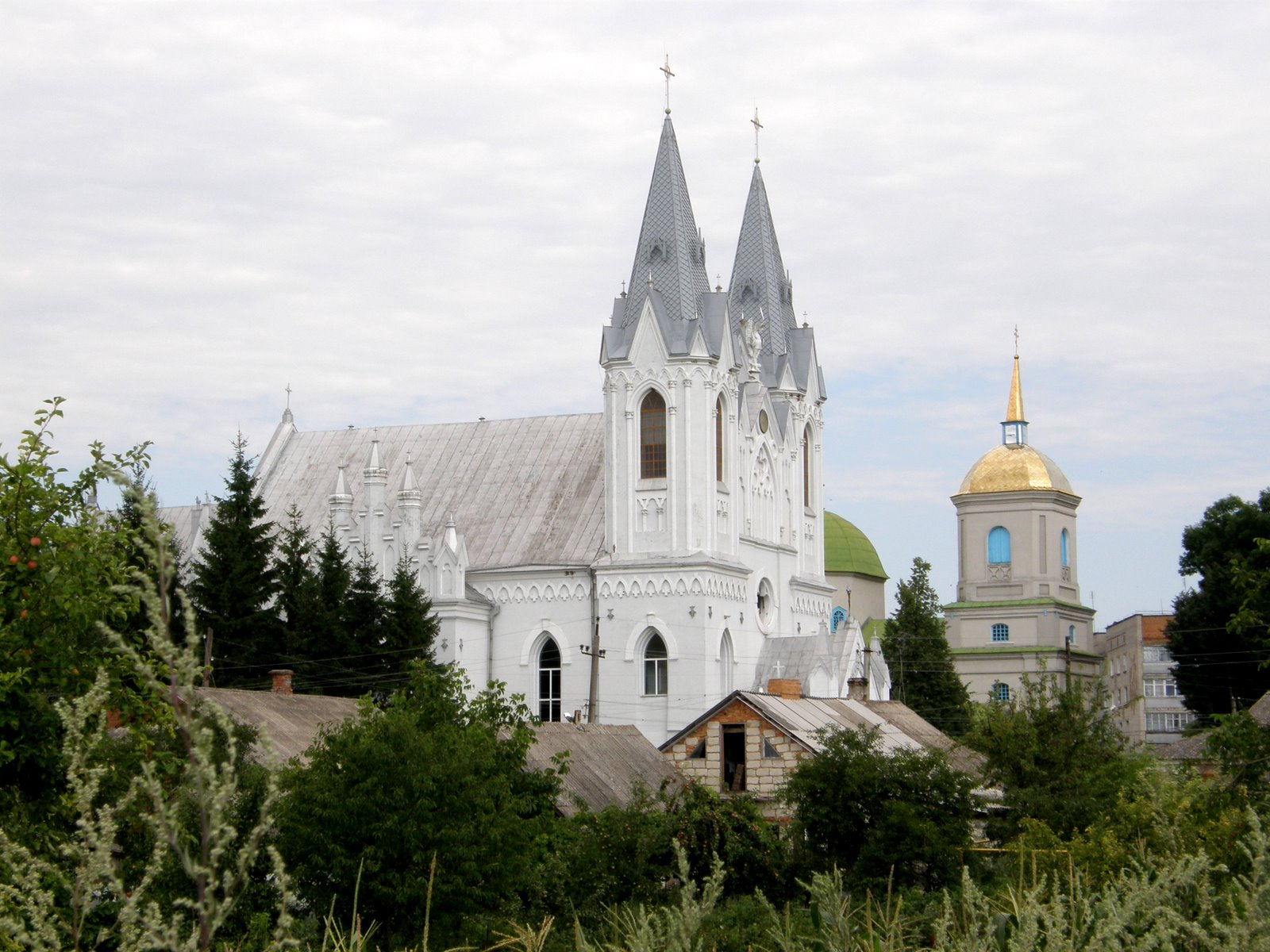
Chiesa di Sant'Anna, costruita nel 1811 in stile neogotico, Bar, 2009

- Leopoli - uno dei maggiori centri culturali dell'Ucraina. Il suo centro storico è stato inserito nell'elenco dei Patrimoni dell'umanità dell'UNESCO.
- Odessa
- Černivci
- Černihiv
- Ivano-Frankivs'k
- Sebastopoli
- Kam"janec'-Podil's'kyj
- Alušta

## Castelli e fortezze
- Castello di Kam"janec'-Podil's'kyj

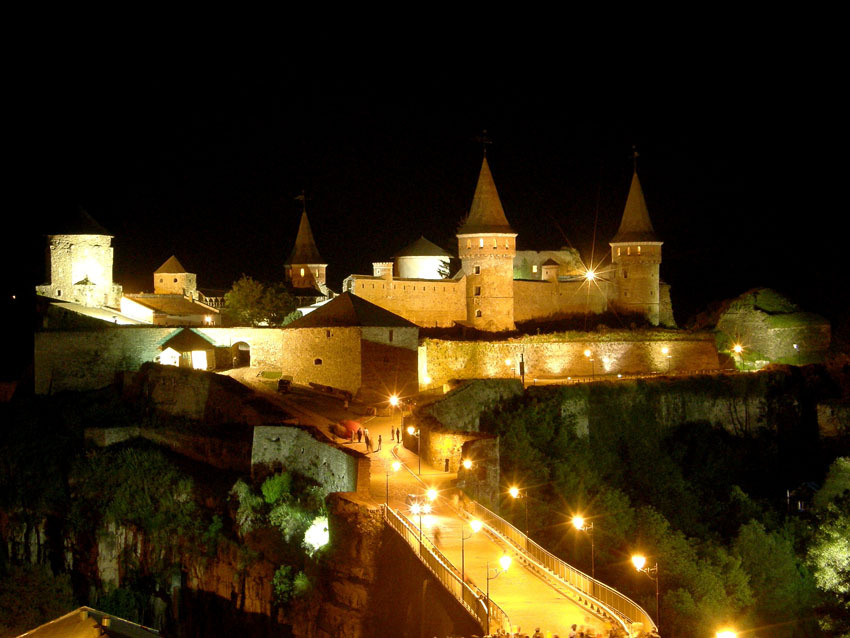
Castello di Kam"janec'-Podil's'kyj

- Fortezza di Chotyn - Una delle sette meraviglie dell'Ucraina. Fortezza del XIII-XVIII secolo nella città di Khotyn.
- Il castello di Medzibiz - Monumento dell'architettura fortificata del XVI secolo, realizzato in stile rinascimentale, situato nel villaggio di Medzibiz. La fortezza è inserita nel registro statale dei beni culturali nazionali dell'Ucraina.
- Castello di Zoločiv - castello nella città di Zoločiv. Riserva del museo del castello Zoločevs'kyj;

## Palazzi
- Palazzo Mariinskij
- Casa delle Chimere a Kiev

## Parchi
In Ucraina ci sono 40 parchi nazionali (aree naturali protette che fanno parte del patrimonio nazionale dell'Ucraina) e sono presenti in 12 su 24 regioni, per un totale di circa 10.000 km² (1,8% della superficie nazionale). L'ingresso ai parchi nazionali è consentito ai turisti.

## Riserve storiche e culturali dell'Ucraina
- Riserva di Bush
- Kam"jana Mohyla è un sito archeologico che si trova nella valle del fiume Molochna, è costituito da un isolato gruppo di blocchi di arenaria, alti fino a dodici metri, sparsi per un'area di circa 3.000 metri quadrati.
- Riserva nazionale di Khortytska
- Riserva nazionale dei castelli di Ternopil
- Riserva nazionale Collina di Taras
- Riserva storica e culturale dello stato "Trypillska cultura"

## Aree montane
- Transcarpazia
- Carpazi
- Bucovina

## Aree marittime
- Parco regionale inter-fluviale
- Regione dei Carpazi
- Crimea
- La costa di Azov

## Fiumi

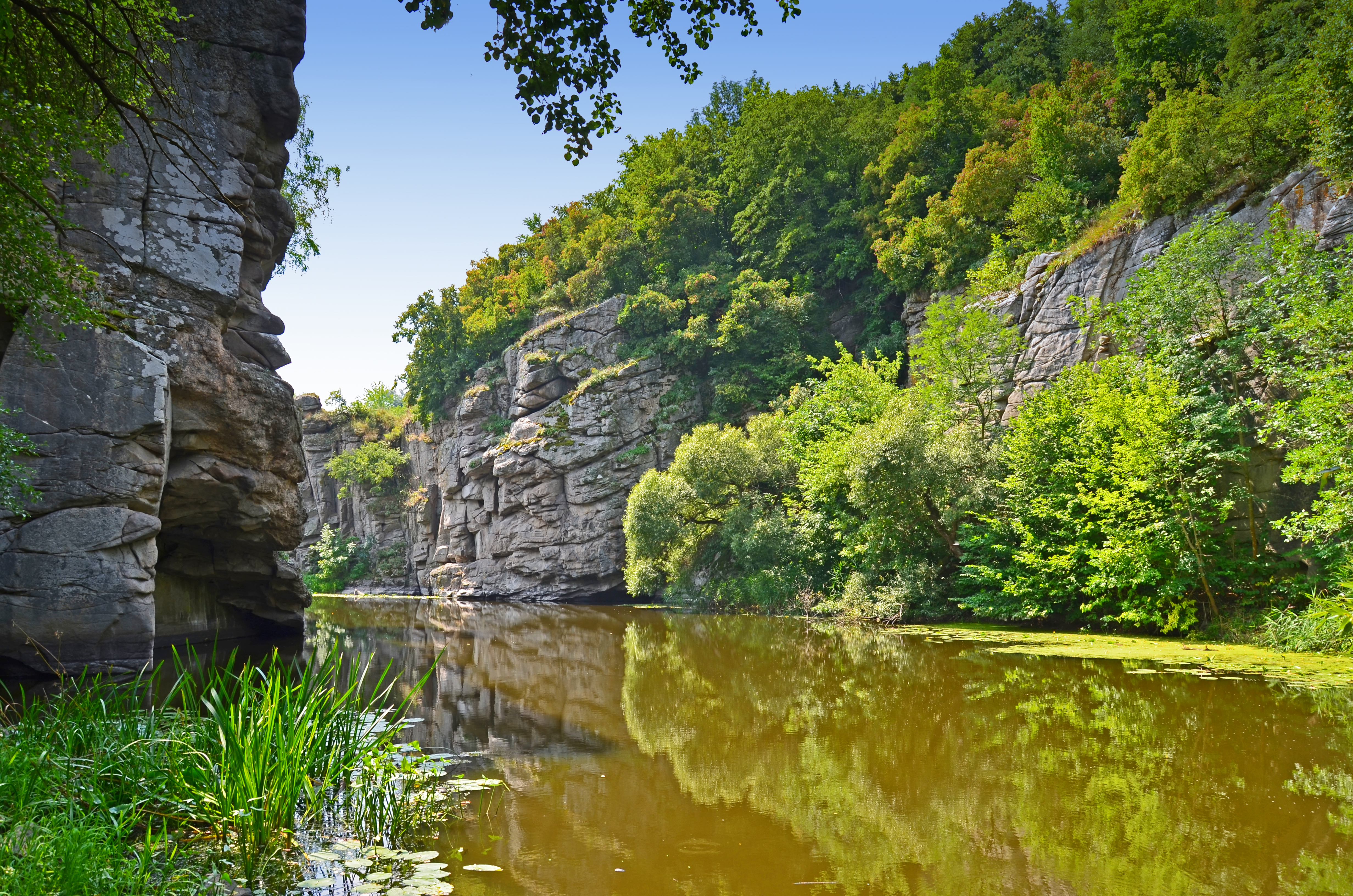
Un piccolo fiordo nel cuore dell'Ucraina. Buky, 2009 (Butsky Canyon)

- Crociere del Dnepr (fiume)

## Laghi

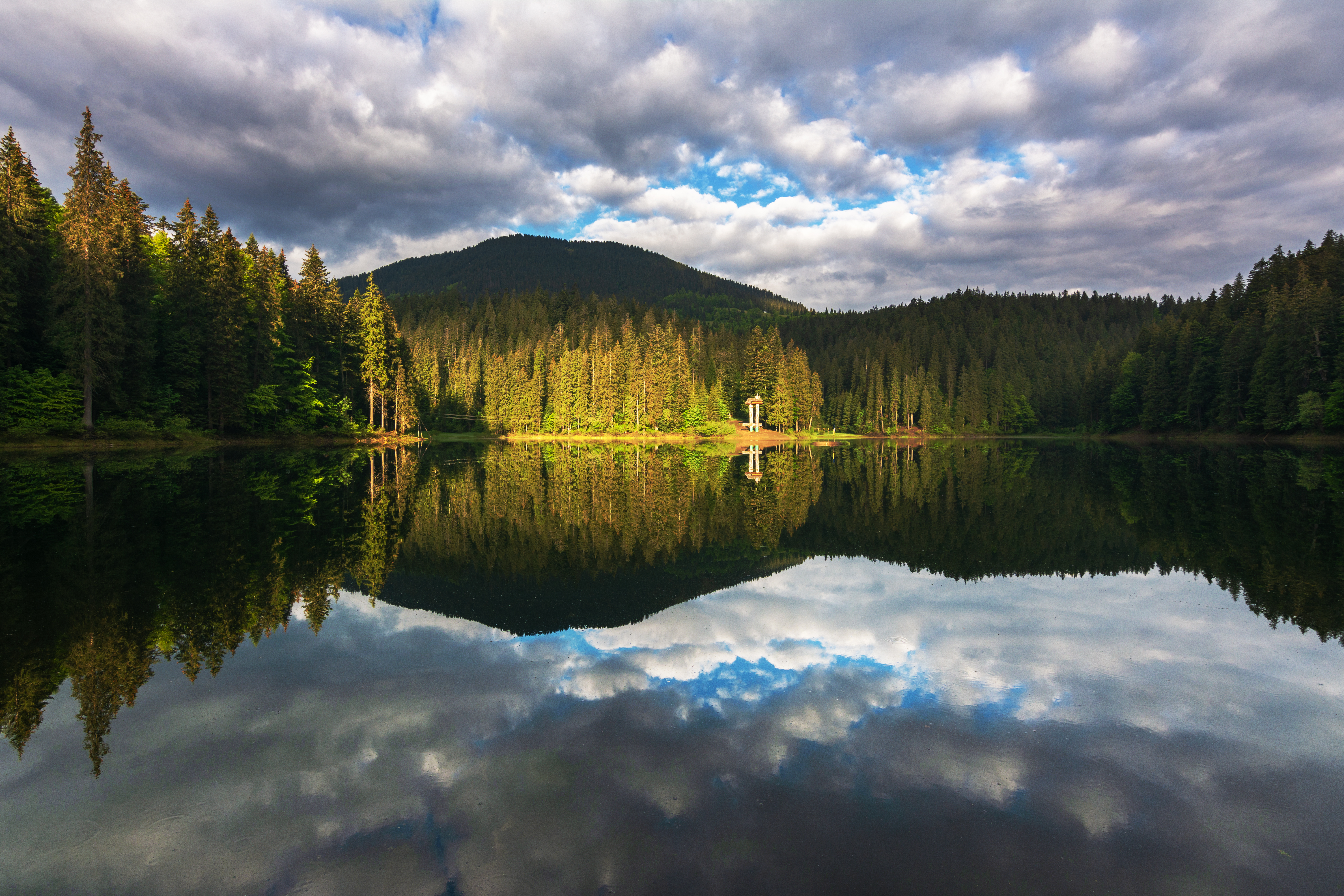
Lago Senever

- Lago Senever è il lago più grande dei Carpazi ucraini. Si trova nel distretto di Mizhhirya nella Oblast' della Transcarpazia, nella catena montuosa delle Gole interne. Fa parte del Parco naturale nazionale di Senevir.

## Stazioni sciistiche
- Bukovel è la più grande stazione sciistica dell'Ucraina. Si trova vicino al villaggio Polyanytsya del distretto di Yaremche, ai piedi del monte Bukovel a 920 metri sul livello del mare ed il suo punto più alto è a 1372 m a Dovha.
- Slavske

## Musei all'aperto
- Museo in miniatura "Castelli dell'Ucraina" è un museo a cielo aperto con la riproduzione dei principali castelli dell'Ucraina
- Museo Transcarpatico di architettura e vita folk
- Mamaeba Sloboda
- Museo di architettura e vita popolare "Shevchenkivsky Grove"
- Museo di architettura popolare e vita nel mezzo dnieper
- Museo di architettura popolare e vita dell'Ucraina
- Antica Kiev nel parco "Kievan Rus"Complesso del monastero delle caverne, Razgirche, 2008

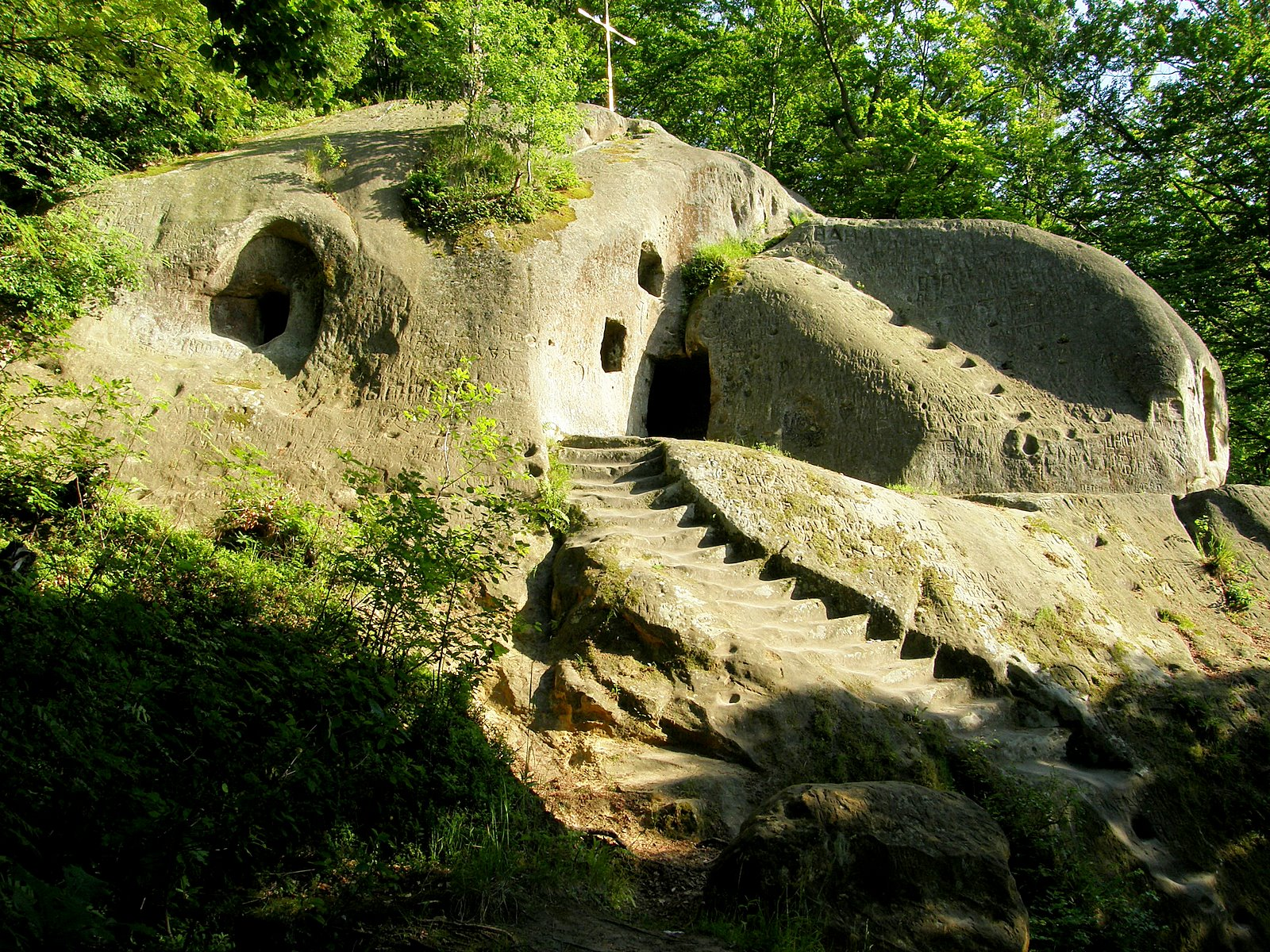
Complesso del monastero delle caverne, Razgirche, 2008

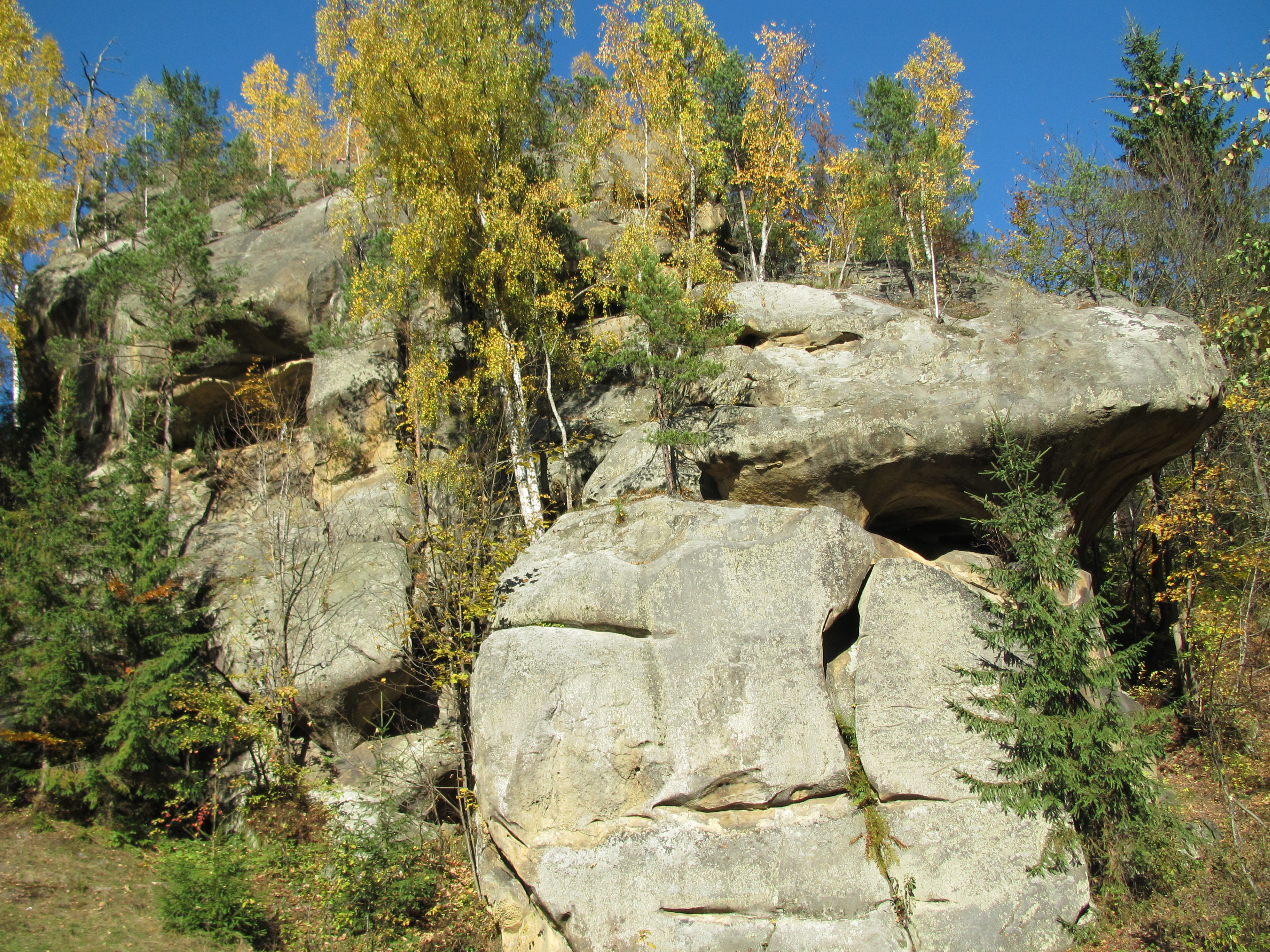
L'antico santuario di Ternoshorska Lada

## Monumenti
- Statua della Madre Ucraina a Kiev è un colossale monumento alto 102 metri situato a Kiev, che simboleggia la madrepatria.

## Cascate
- Scepit
- Hurkalo
- Le cascate Yalina sono le più alte dei Carpazi ucraini (26 m. )
- Jur-Jur
- Jurla
- Luzhkovsky
- Kamenets
- Maniavsky
- Frangiflutti a Yaremche

## Statistica

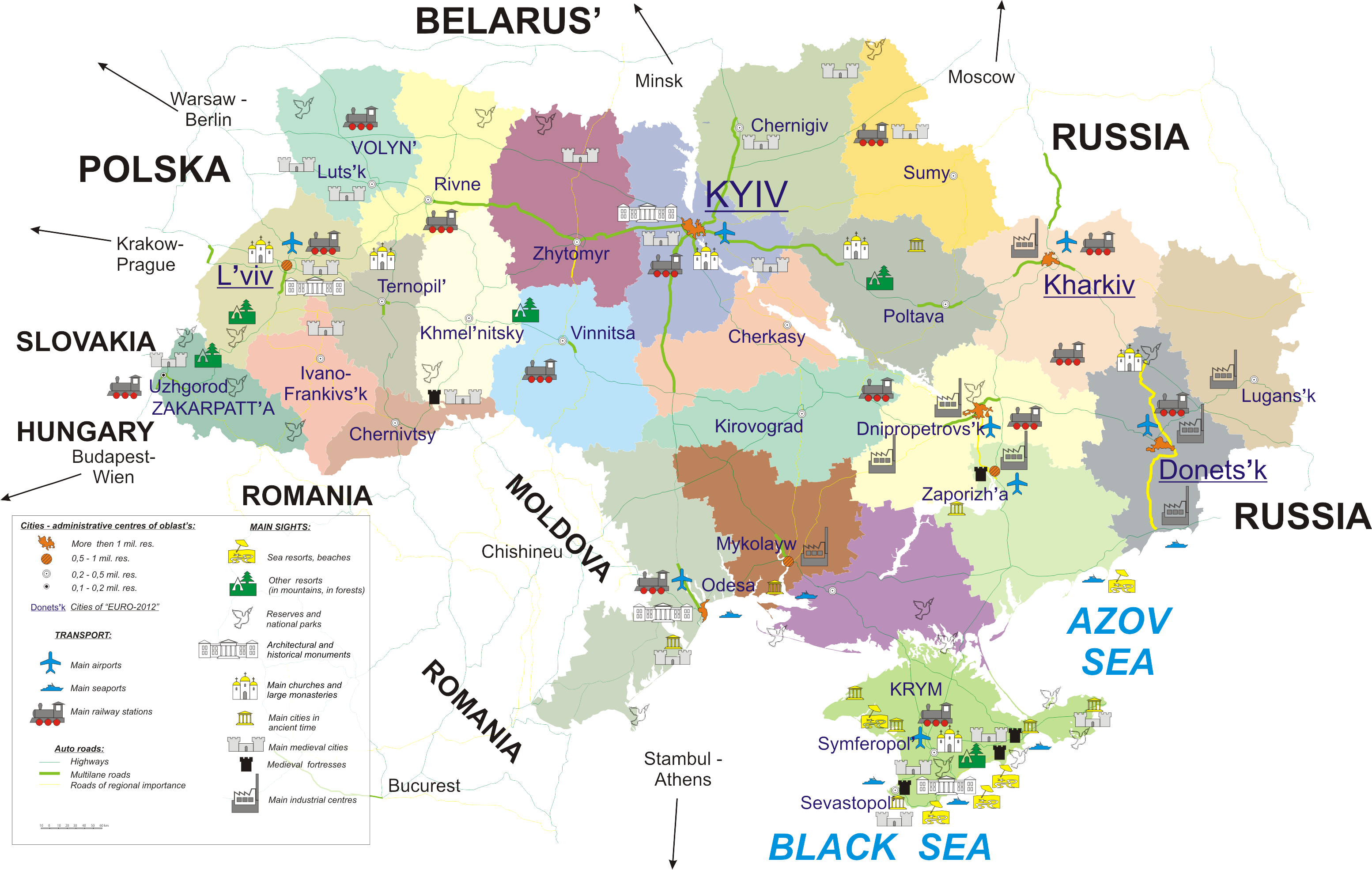
Schema cartografico turistico dell'Ucraina

|      | Totale    | Scopo commerciale e di visita, tour d'affari, formazione | Turismo di svago, riposo, sport e benessere | Scopo di trattamento di salute | Altro     |
| ---- | --------- | -------------------------------------------------------- | ------------------------------------------- | ------------------------------ | --------- |
| 2000 | 2 013 998 | 634 261                                                  | 1 118 076                                   | 91 078                         | 170 583   |
| 2002 | 2 265 317 | 668 674                                                  | 1 349 598                                   | 98 066                         | 148 979   |
| 2004 | 1 890 370 | 492 469                                                  | 1 160 964                                   | 135 838                        | 101 099   |
| 2006 | 2 206 498 | 336 036                                                  | 1 596 180                                   | 139 376                        | 134 906   |
| 2008 | 4 943 929 | 355 880                                                  | 2 383 896                                   | 157 087                        | 2 047 066 |

## Strutture ricettive
Nel paese ci sono circa 4572 strutture ricettive (2017)
per un totale di circa 407 975 posti.
- 2645 - hotel e alloggi simili (motel, ostelli, campeggi, ecc.) Con un numero totale di posti - 135.397;
- 1927 - alloggi specializzati (centri benessere, pensioni, centri ricreativi, ecc.) Con un numero totale di posti - 272 584.

Solo 235 hotel hanno stelle.

## Galleria d'immagini

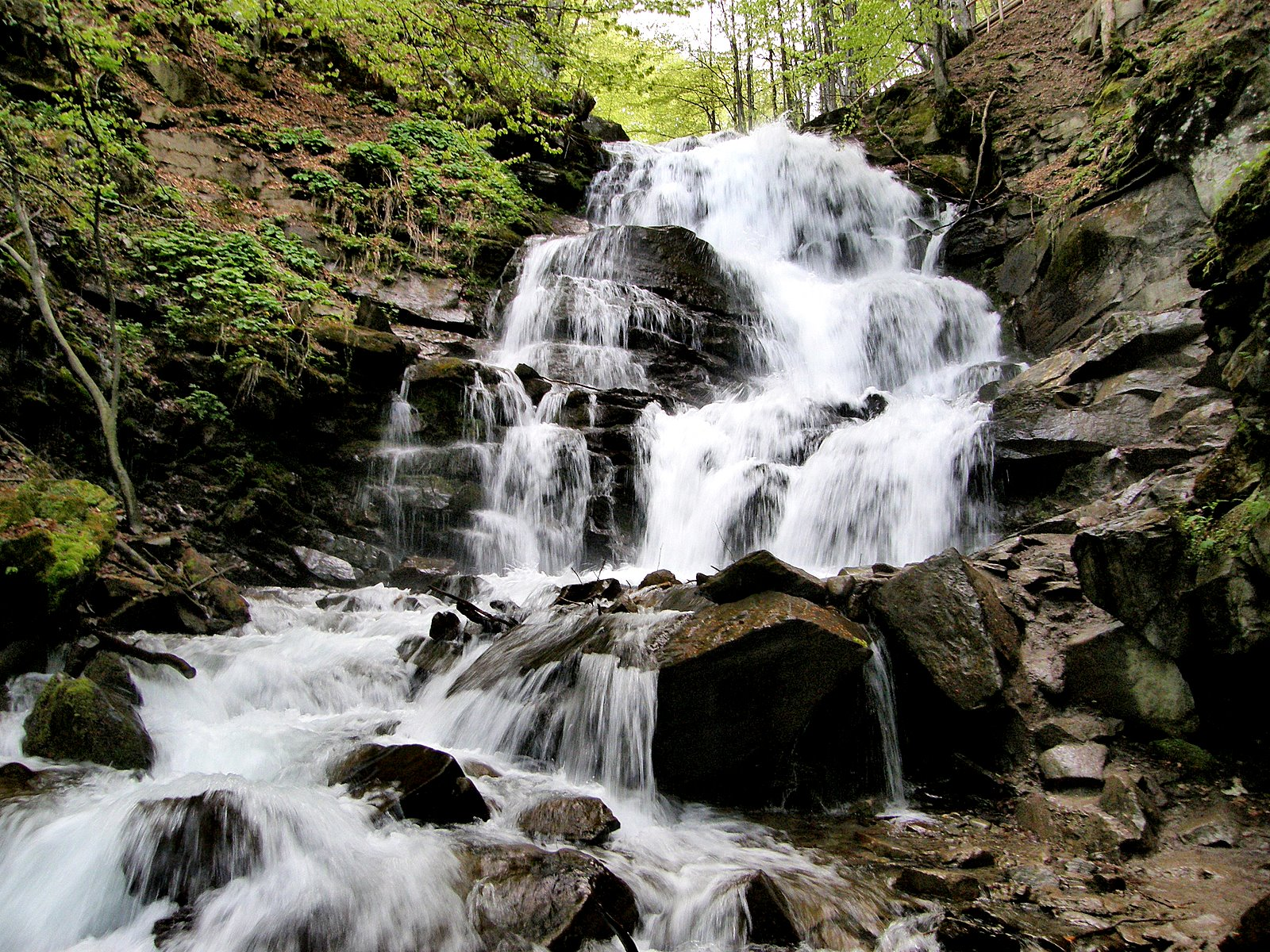
Cascata Scepit
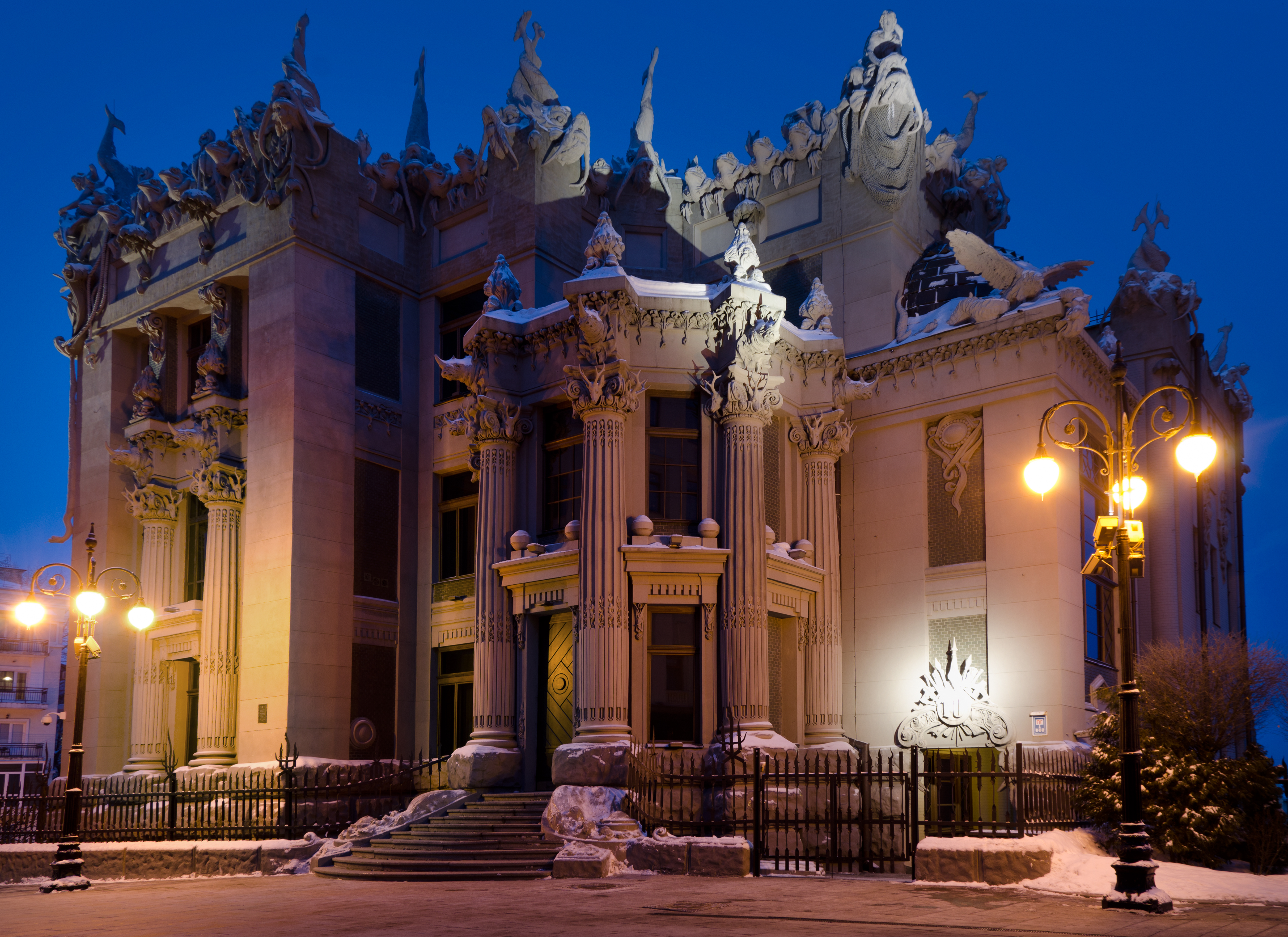
Casa delle chimere a Kiev
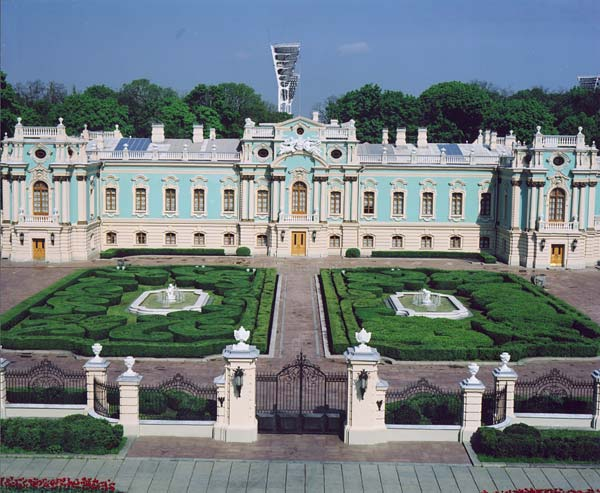
Palazzo Mariinskij a Kiev
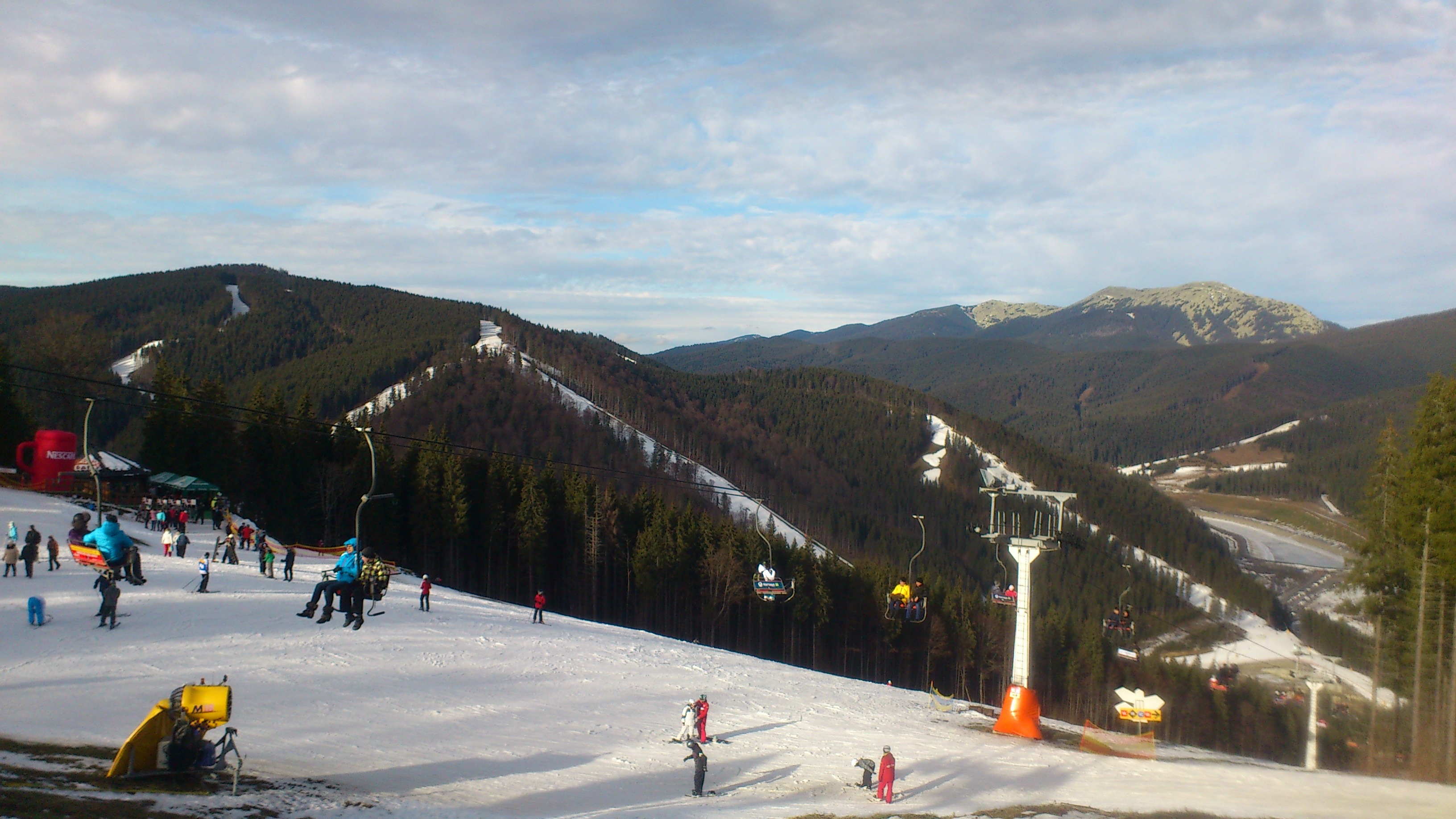
Stazione sciistica Bukovel